# Famille Oudot de Dainville
Pour les articles homonymes, voir Oudot.
La famille Oudot de Dainville, anciennement Oudot, est une famille subsistante d'ancienne bourgeoisie française, originaire de Lorraine. 

## Histoire
Les Oudot étaient seigneurs du village de Dainville, aujourd'hui Dainville-Bertheléville, commune la plus méridionale du département de la Meuse. Cette ancienne famille bourgeoise est originaire du Barrois. Elle remonte sa généalogie en 1677 et elle compte parmi ses membres des officiers lorrains.
Au cours du XVIIIe siècle, Augustin Oudot (1726-1790) est intendant du cabinet d'histoire naturelle du duc Charles-Alexandre de Lorraine.
Par un jugement du 16 août 1853, la famille Oudot a été autorisée à ajouter « de Dainville » à son patronyme.
Elle compte à l'époque contemporaine des officiers généraux ainsi que des historiens.

## Personnalités

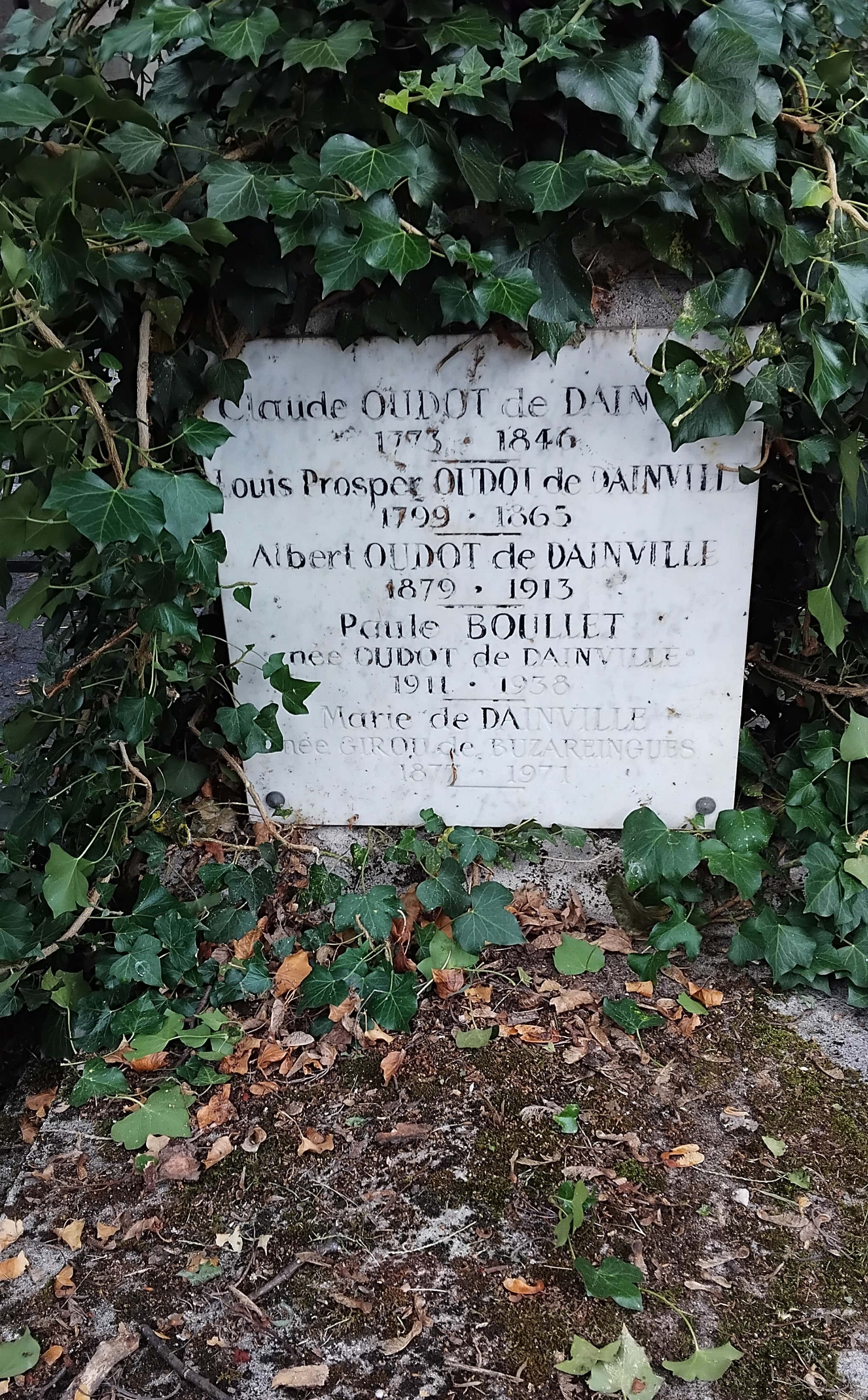
Sépulture de famille Oudot de Dainville
Cimetière de Montmartre (division 15)

- Claude Oudot de Dainville (1773-1846), maire d'Étain, officier de santé, puis receveur particulier des contributions indirectes en 1807. Il est inhumé au cimetière de Montmartre, 15e division, avec son fils, Louis Prosper Oudot de Dainville (1799-1865), son arrière-petit-fils, Félix Joseph Marie Albert Oudot de Dainville (1879-1913) et sa femme, Marie de Dainville, née Girou de Buzareingues (1877-1971), ainsi que leur fille, Marie Joseph Paule Oudot de Dainville (1911-1938). Louis Prosper Oudot de Dainville est le grand-père de Maurice Oudot de Dainville.
- Maurice Oudot de Dainville (1886-1960), historien, directeur des Archives départementales de l'Hérault
- Madeleine Oudot de Dainville (1890-1983) (sœur du précédent), mère Marie-Madeleine de la Croix, supérieure générale des Orantes de l'Assomption de 1929 à 1964
- Michel Oudot de Dainville (1915-2001), général de brigade
- François Oudot de Dainville (1919-1971) (fils aîné de Maurice Oudot de Dainville), jésuite, directeur d'études à l'École pratique des hautes études (IVe section), spécialiste de cartographie historique et d'histoire de l'éducation
- Augustin Oudot de Dainville (1913-1970), colonel, auteur d'un ouvrage[3]
- Philippe Oudot de Dainville (1920-2015), général de brigade
- Ségolène Oudot de Dainville-Barbiche (nièce de François Oudot de Dainville), historienne, conservatrice générale aux Archives nationales, épouse de l'historien Bernard Barbiche
- Alain Oudot de Dainville (1947) (fils de Michel Oudot de Dainville et frère de la précédente), amiral, chef d'état-major de la marine (2005-2008)

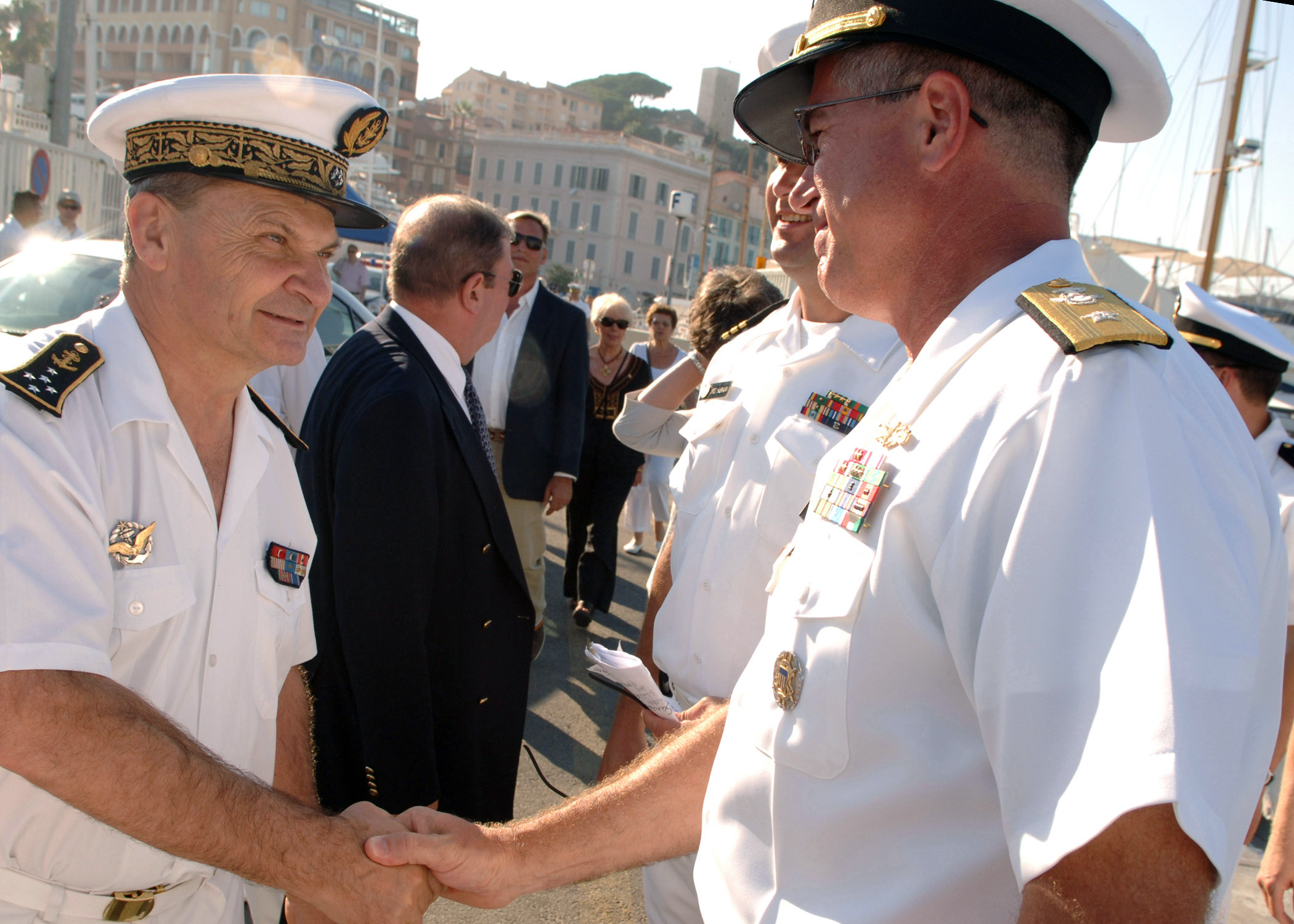
Alain Oudot de Dainville (1947), amiral, chef d'état-major de la marine (2005-2008)

## Alliances
Les principales alliances de la famille Oudot de Dainville sont : Henry, Barbiche, de Mullot de Villenaut, etc.